# Муниципальная картинная галерея Салоник
Муниципальная картинная галерея города Фессалоники, Центральная Македония, Греция основана в 1966 году как ответвление Муниципальной Библиотеки Фессалоник.

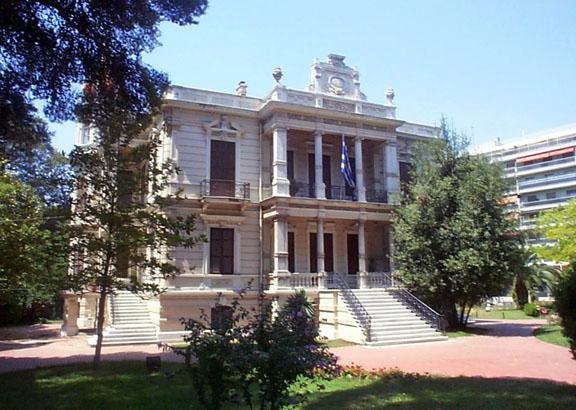
Внешний вид Галереи

## Галерея
С 1986 году галерея была размещена в «Вилле Мордоха» по имени богатого жителя Фессалоник, из многочисленной до Второй мировой войны еврейской общины города, которому ранее принадлежала «Вилла». Здание было построено по проекту греческого архитектора Ксенофона Пеонидиса в эклектическом стиле в 1905 году, для командующего турецкого гарнизона Сейфулы-Паши, было куплено в 1923 году еврейской семьёй Шиалом, пока не перешло в 1930 году в руки Мордоха.
Здание принадлежит сегодня муниципалитету Фессалоник. Галерея также использует «Залы Макридиса» на набережной и Старый Археологический музей как постоянные выставочные залы.
Галерея насчитывает более 1000 работ в своей коллекции, которые разбиты на Коллекцию художников Фессалоник (3 поколения: 1898—1922, 1923—1940, 1941—1967), Коллекцию современной греческой гравюры, Коллекцию византийских и поствизантийских икон, охватывающую период 6 веков, Коллекцию современного греческого искусства и Коллекцию скульптуры.
Галерея организует регулярные (в основном ретроспективные) выставки греческих художников, издаёт художественные публикации, располагает специализированной библиотекой-читальней. С 1986 года галерея организовала 55 выставок греческих и иностранных художников. Одной из её целей является совместная организация выставок с большими учреждениями изобразительного искусства в Греции и за границей. При этом галерея представила таких художников как Макс Эрнст и Никос Энгонопулос (в 1997 году), Теофилос Хадзимихаил (в 1998 году), и, впервые в Греции, работы Николаоса Гизиса принадлежащие его семье (в 1999 году). Последние включали в себя рисунки и работы по маслу Гизиса из его путешествий по Греции, Малой Азии и Германии, семейные портреты и сцены, аллегорические сюжеты, жанровые картины.
Ближайшие цели Муниципальной галереи включают преобразование второго и третьего этажа другого исторического здания города, «Вилла Бьянка», в постоянные выставочные залы для работ фессалоникийских художников и его коллекции византийских икон.

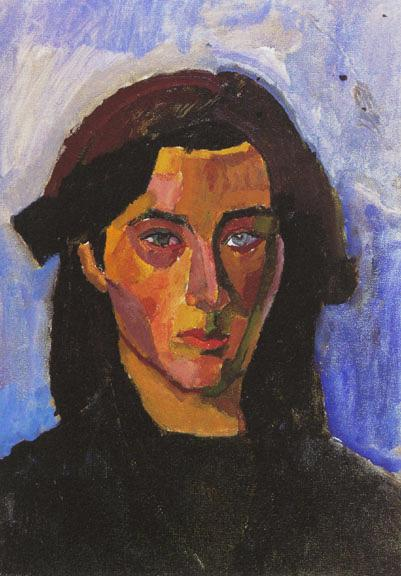
Анастасиадис
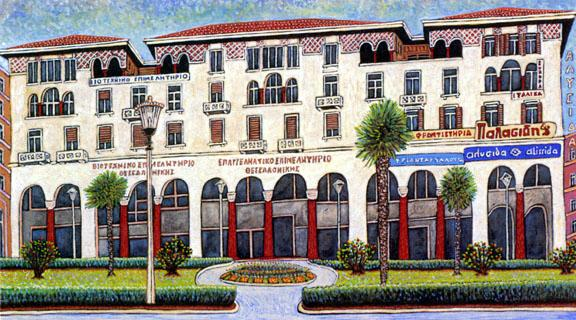
Папаспиру
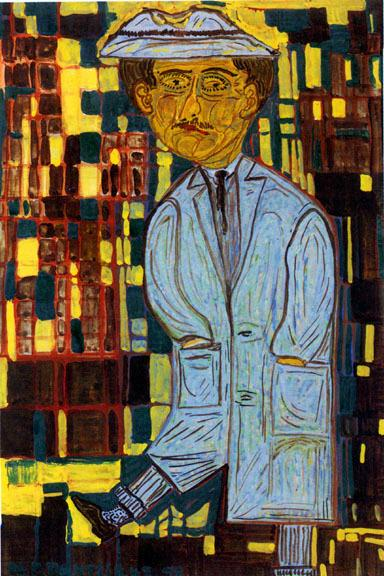
Пендзикис
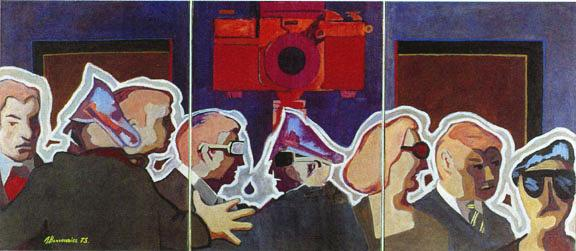
Венетулиас